# Mehßower Landschaft

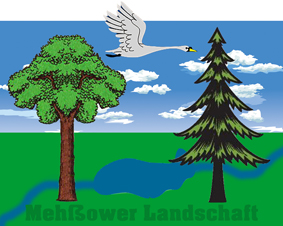

Die Mehßower Landschaft ist eine Region in der Niederlausitz im nordwestlichen Landkreis Oberspreewald-Lausitz und im südöstlichen Landkreis Dahme-Spreewald. Sie liegt an der Nordabdachung, in einer Senke im Schatten des Lausitzer Grenzwalls (Mehßower Becken) und erstreckt sich in west/östlicher Richtung von den Ausläufern des Lausitzer Grenzwalls (Mehßower Hochebene) im Westen hinweg über den Bachläufen von Rietzka, Schrake und Schuche (Mehßower Niederung) bis zur Gemarkungsgrenze von Schadewitz im Osten, einem weiteren Ausläufer des Lausitzer Grenzwalls. Im Norden beginnt die Mehßower Landschaft an den Gemarkungsgrenzen von Gliechow und Mallenchen und erreicht im Süden wieder den Lausitzer Grenzwall, der insgesamt die Mehßower Landschaft U-förmig umschließt.
Die höchsten Berge dieser Randlage am Lausitzer Grenzwall sind der Finkenberg und die Babbener Berge im Westen mit jeweils 143 m über NN (beide bereits in der Gemarkung Babben liegend), im Süden der Kleine- und der Große Großmannsberg (Gemarkung Radensdorf) mit 131 bzw. 135 m über NN und im Osten der Klein-Mehßower Weinberg, sowie weitere Höhen von 116 – 134 m über NN. In der Niederung des Mehßower Beckens fällt das flachwellige Gelände in nordöstlicher, aber hauptsächlich in nördlicher Richtung hin ab und erreicht hier Höhen von nur noch 76 – 71 m über NN (Klein-Mehßow und Tugam). Mehrere, im Eiszeitalter geformte Resthügel (Weinberg, Schloßberg, Groschkenberg u. a.) unterbrechen die Niederung des Mehßower Beckens.

Flächenmäßig umfasst die Mehßower Landschaft etwa 26 km². In ihr liegen, in einer Art Siedlungskammer eingebettet, die 6 Dörfer Groß-Mehßow, Klein Mehßow, Craupe, Radensdorf, Schrackau und Tugam. Politisch Administrativ gehören die fünf erstgenannten Dörfer zur Stadt Calau (Ortsteile) und zum Landkreis Oberspreewald-Lausitz, während Tugam mit Fürstlich-Drehna zu Luckau (Ortsteil) im Landkreis Dahme-Spreewald eingeordnet ist. Die Grundlagen für diese Siedlungsgemeinschaft der 6 Mehßower Dörfer wurden während der Ostkolonisation des 13. Jahrhunderts in Form des Rittergutes Mehßow mit dem Kirchspiel (Groß-)Mehßow gelegt.

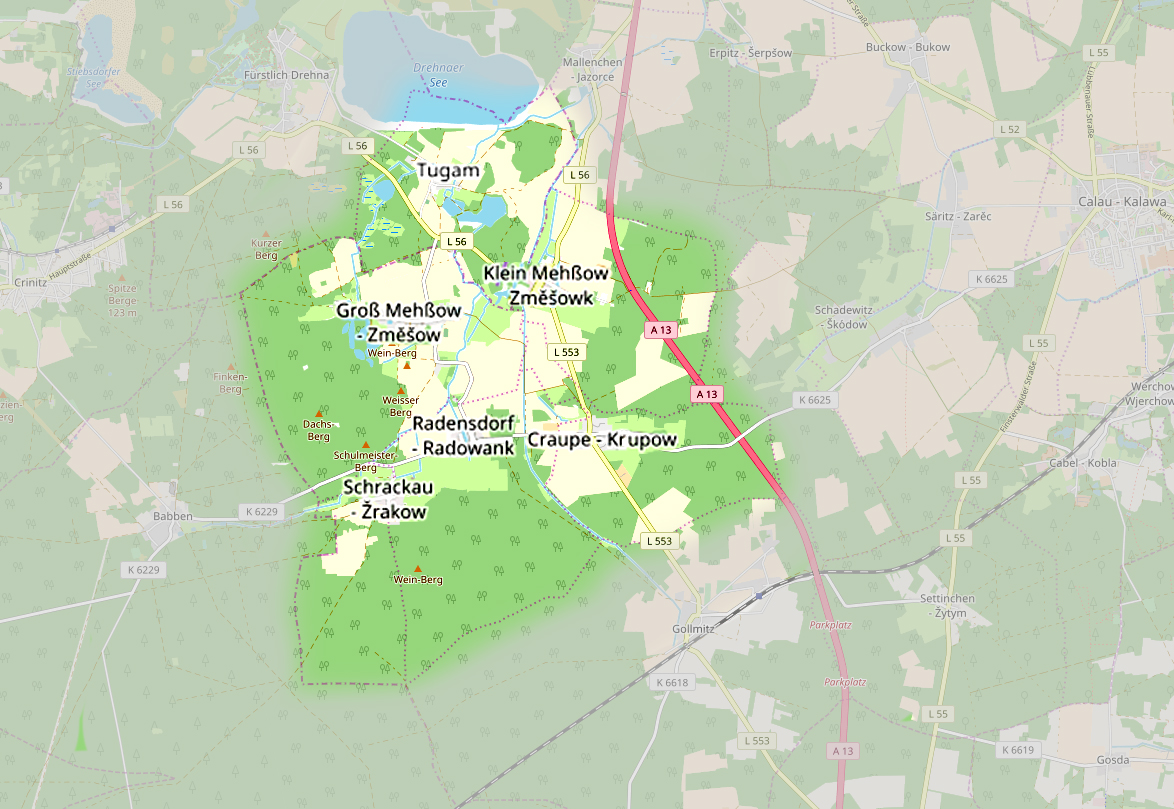
Die Mehßower Landschaft. Karte: OpenStreetMap.

Aus überregionaler Betrachtung liegt die Mehßower Landschaft im Luckau-Calauer Becken und wird insgesamt als Mehßower Hochfläche bezeichnet (ohne die regionale Unterscheidung in Mehßower Hochebene und Mehßower Niederung). In den Feuchtniederungen dieses Calauer Beckens findet man viele Fischteiche (Groß-Mehßow, Tugam und in anderen Orten), die Bildungen der menschlichen Entwicklung des Spätmittelalters und auch der Neuzeit sind. Die hierfür günstigen Bodenverhältnisse erlaub(t)en die Anlegung von teils recht großen Teichen. So liegt in geringer Erdtiefe wasserundurchlässiger Ton (oder Tonmergel). Das in den Boden des naheliegenden Lausitzer Grenzwalls versickernde Wasser kann nur bis zu dieser Tonschicht vordringen, folgt dem östlich und nördlich verlaufendem Gefälle der Landschaft und sammelt sich in Mulden (Dorfteich Groß-Mehßow) oder drückt als Quelle an die Oberfläche (Quellen in der Teichlandschaft und im Dorf Groß-Mehßow). Die Folge sind grüne Böden mit einer Artenvielfalt an Pflanzen.

## Entstehung der Mehßower Landschaft

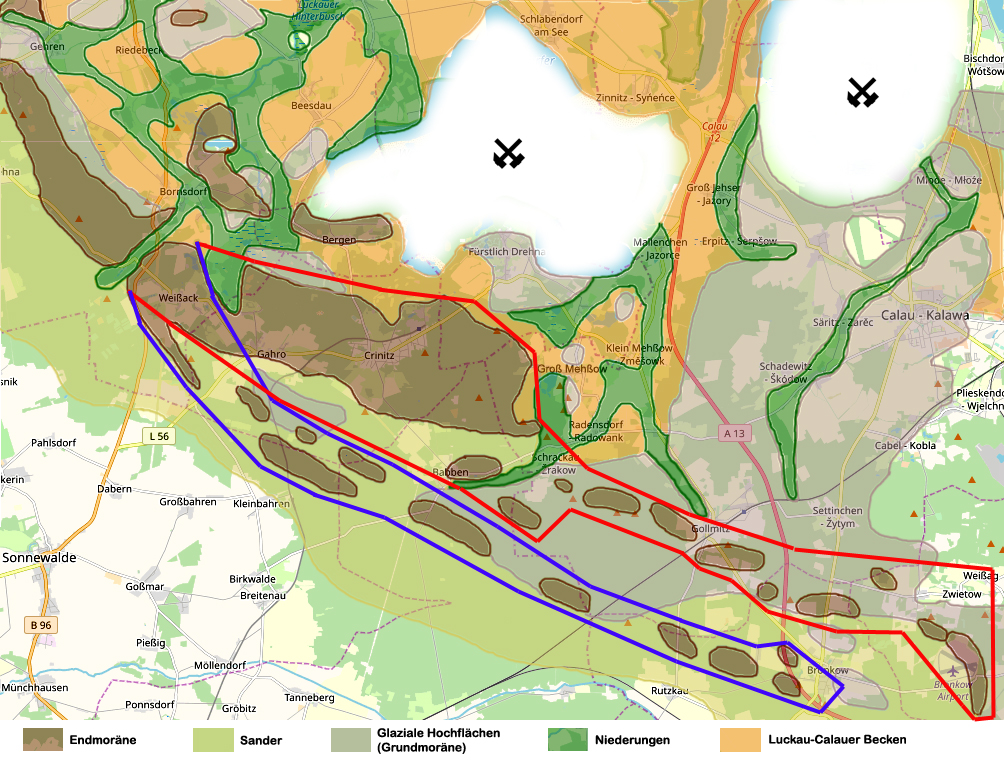
Zwei Endmoränenzüge zeugen vom zweimaligen Vordringen des Inlandeises. Die letzte Eisschicht (rote Linie) erreichte nicht mehr den Bereich der früheren Eisrandlage (blaue Linie). Karte: OpenStreetMap.

Die unmittelbare Oberflächenform der Mehßower Landschaft (Mehßower Becken) und des Lausitzer Grenzwalls ist im Wesentlichen das Ergebnis der mittleren Eiszeit (hier in der Saale-III-Vereisung oder Lausitz-Kaltzeit vor 230 000 – 128 000 Jahren). Die Gletschermassen mit einer Höhe von fast 1000 m kamen durch die Aufschüttung von Erdmassen im Raum Wüstermarke, Walddrehna, Weißack, Gahro, Crinitz, Groß-Mehßow, Werchow, Drebkau bis Sorau zum Stillstand und hinterließen hier als ehemalige Eisrandlage die Endmoräne, den Lausitzer Grenzwall mit Höhenlagen zwischen 100 m und 227 m über NN. Dazu zählen die Berge, Wachtberg in der Rochauer Heide 158 m, der Brautberg bei Gollmitz 158 m, der Kesselberg bei Cabel 160 m und als höchster Berg der Rückenberg bei Sorau mit 227 m.
Zwei Endmoränenzüge zeugen vom zweimaligen Vordringen des Inlandeises: Die letzte Eisschicht (rote Linie in der Karte) erreichte nicht mehr den Bereich der früheren Eisrandlage (blaue Linie). Die erste und ältere Staffel verläuft von Bronkow aus südlich an Babben und nordöstlich an Kleinbahren vorbei in Richtung Weißack-Gehren-Walddrehna.
Die zweite, jüngere Staffel kommt von etwa Settinchen und verläuft über Gollmitz-Schrackau-Babben bis zum zentralen Endmoränengebiet Crinitz/Gahro. Bei Weißack treffen beide Staffeln dann zusammen. Im Raum Bronkow und zwischen Babben-Gahro sind die Endmoränenkuppeln der ersten Staffel teilweise vom Sander der zweiten Staffel überschüttet worden.

## Klimatische Verhältnisse der Mehßower Landschaft
Die klimatischen Verhältnisse in der Mehßower Landschaft entsprechen dem der Niederlausitz und sind als Übergang vom niederschlagsreichen Seeklima mit ausgeglichenen Temperaturen zum trocknen, an Extremen reichen Landklima zu sehen. Nach dem Klimaatlas der DDR (Meteorologischer und Hydrologischer Dienst der DDR 1953) gehört unser Gebiet zum Klimabezirk des ostdeutschen Binnenlandklimas. Dabei handelt es sich um ein leicht kontinentales Westwindklima. Neben vorherrschenden Westwinden (40 %) gibt es einen hohen Anteil von Süd- und Ostwinden (22 % und 27 %).
Mit einer Niederschlagsmenge unter 600 mm pro Jahr zählt das Gebiet zu den niederschlagsarmen Regionen Deutschlands. 2018 war ein sehr trockenes Jahr mit 391 mm (Doberlug-Kirchhain) Niederschlag und 1930 mit 756 mm (Luckau) ein sehr nasses Jahr. Die Verdunstung liegt bei 448 mm pro Jahr.
Auf Grund der Tal-Lage (Mehßower Becken) der Mehßower Landschaft gibt es bei bestimmten Wetterlagen zeitweilige Abweichungen des örtlichen Klimas (Mikroklima). Hier spielen der Erdboden mit seinen verschiedenen Eigenschaften und die Bodenbedeckung eine wesentliche Rolle. So zeigen die Teichlandschaft und der Tannenbusch in Groß-Mehßow ein feucht-kühles Lokalklima. Durch den Gewässerreichtum und den ausgedehnten Naßböden, die temperaturdämpfend wirken, kommt es zur verstärkten Nebelbildung und auch Spätfröste im Frühjahr sind nicht selten.
Der geschlossene Baumbestand der Mehßower Hochebene verursacht ein typisches Waldklima. Das Kronendach der Bäume bremst die Sonneneinstrahlung für den Boden bis zu 95 % (je nach Baumart), was den vertikalen Luftaustausch beeinflusst und zu einem Stockwerksaufbau verschiedener Mikroklimate führt. Ist der Tagestemperaturverlauf an der Bodenoberfläche gering, so ist er in den Baumkronen ausgeprägt. Im Wald herrscht eine gleichförmige, geringe Windgeschwindigkeit, da die Luftströmung in den Baumkronen weitgehend abgebremst wird. Auf Waldlichtungen kann es in der Nacht zu einem stärkeren Absinken der Temperatur kommen, als in den Baumbeständen selbst.
In der nach Osten zu offenen Landschaft der Mehßower Niederung ist das Mikroklima von der Vegetation abhängig. Sandäcker ohne Bewuchs können sich am Tage durch die Sonneneinstrahlung stark aufheizen. Auf Grund der geringen Wärmeleitfähigkeit von Böden mit einem hohen Porenvolumen dringt die Temperatur nur bis zu etwa 0,5 m in den Boden ein. Durch Bodenbearbeitung wird die Wärmeleitfähigkeit der Böden noch weiter verringert. Eine verstärkte nächtliche Abkühlung führt somit zu großen Tagestemperaturunterschieden.
Trägt der Boden Vegetation, ändert sich das Bild nochmals: Jetzt erreicht nur ein Teil der Luft- und Sonnenwärme den Boden, sodass eine wesentlich geringere Erwärmung des Bodens erfolgt. Das Gleiche gilt für die Abstrahlung in der Nacht, da die Bodenoberfläche zuerst mit den Pflanzen sich im Austausch befindet. Dadurch ist der Tagestemperaturunterschied geringer, im Vergleich zu unbewachsenem Boden.

## Teiche
Das Tertiär (Braunkohlezeitalter) hinterließ in der Mehßower Landschaft umfangreiche Tonschichten im Erdreich, die zur Anlegung von Teichen eine nahezu ideale Voraussetzung darstellten. Hiervon wurde auch, insbesondere in Groß-Mehßow und Tugam, rege Gebrauch gemacht, denn in den letzten 200 Jahren gab es auf der Groß-Mehßower Feldmark nicht weniger als 27 Teiche mit etwa 15 Hektar Wasserfläche und in Tugam 5 Teiche mit etwa 23 Hektar. Von den 27 Teichen in Groß-Mehßow sind heute immerhin noch 10 übrig geblieben. Ein Teil der Teiche verdanken ihre Entstehung sicherlich dem vor Jahrhunderten betriebenen Alaunbergbau, der Bodensenken hinterließ.

### Tugam

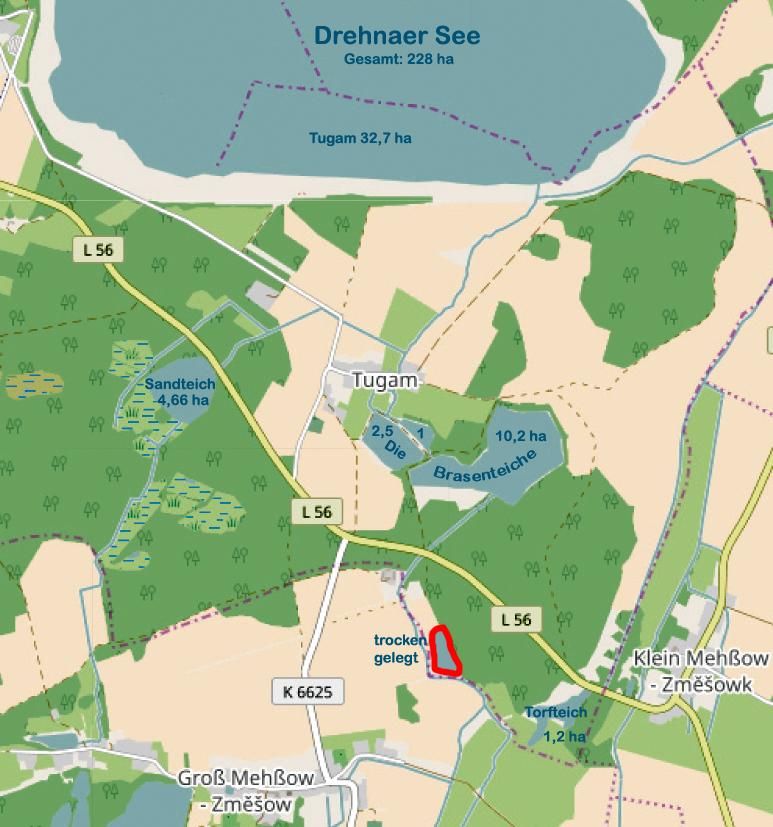
Die heutigen und ehemaligen Teichanlagen auf der Tugamer Feldmark. Karte: OpenStreetMap.

Tugam hat die mit Abstand größte Wasserfläche mit 52,4 ha an Teichen und einem See in der Mehßower Landschaft zu bieten. Während der Sandteich (früher Großer Teich) und der Brasenteich (früher Scheerteich) Jahrhunderte alte Teiche sind, kamen in jüngerer Zeit (20. Jahrhundert) der Luise- und Elisabeth-Teich (westlich vom Brasenteich), der Tugamer Neuteich, der Drehnaer See (Anteil aus einem Grubengewässer des Braunkohlentagebaus Schlabendorf-Süd) und der Torfteich hinzu. Der Tugamer Neuteich hatte nur eine kurze Lebensdauer von etwa 3 Jahrzehnten und musste durch die Grundwasserabsenkung des Braunkohlentagebaus Schlabendorf-Süd aufgegeben werden. Die Tugamer Teiche im Überblick:
- Brasenteich: 102 200 m² = 10,2 ha, (früher 119 000 m² = 11,9 ha).
- Luise-Teich 2,5 ha, südwestlich vom Brasenteich.
- Elisabeth-Teich, 1 ha, nordwestlich vom Brasenteich.
- Tugamer Neuteich: 13 150 m² = 1,3 ha (nicht mehr vorhanden).
- Sandteich: 46 600 m² = 4,66 ha (früher 76 800 m² = 7,68 ha).
- Torfteich: 12 200 m² = 1,2 ha.
- Drehnaer See: 327 700 m² = 32,7 ha (Tugamer Anteil).

### Groß-Mehßow

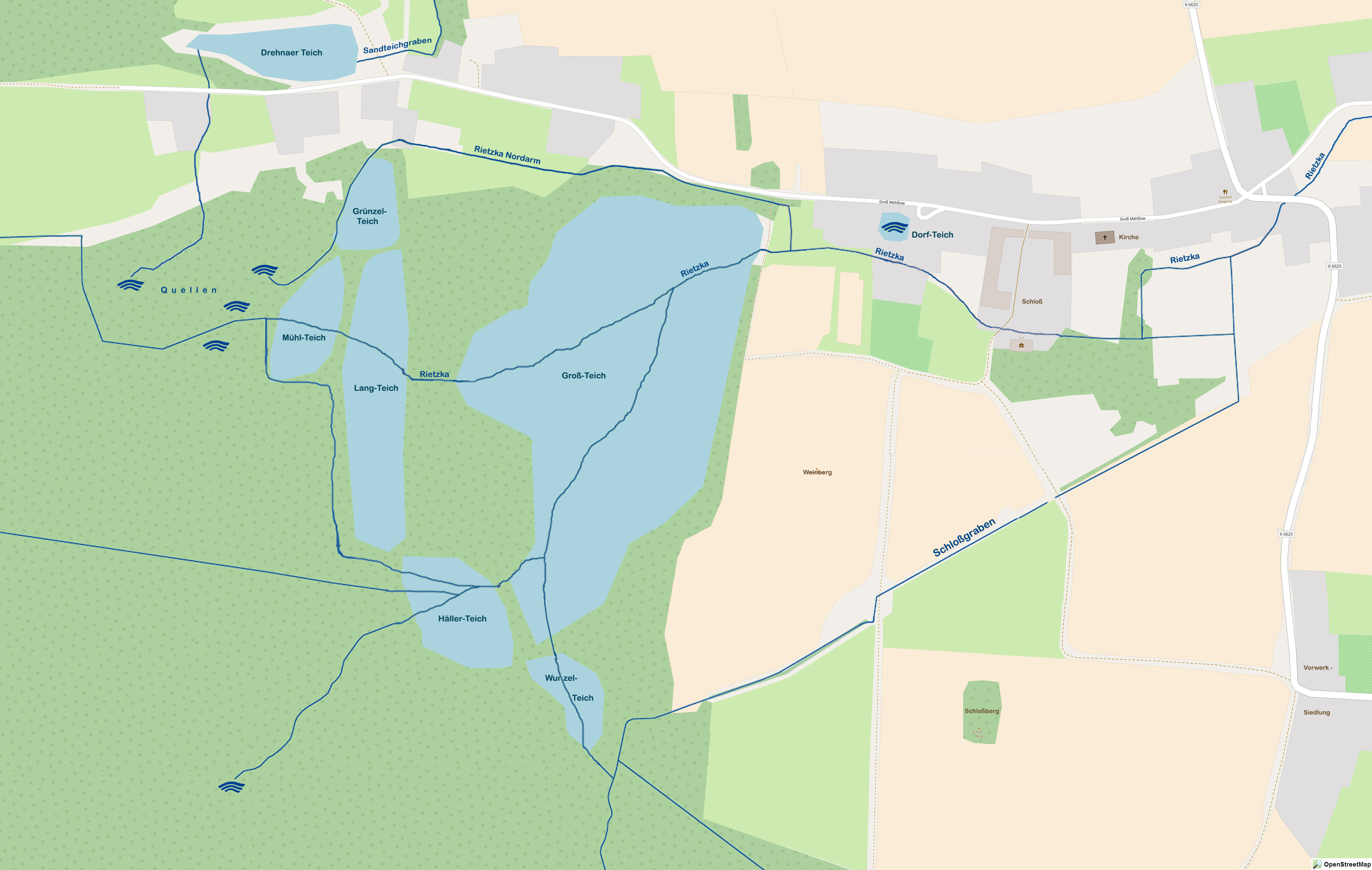
Die Teiche und Bäche in Groß-Mehßow. Kartengrundlage: OpenStreetMap.

Als Hinterlassenschaft des Kupferwasserwerkes im westlichen Groß-Mehßow des 16./17. Jahrhunderts entstanden Bodensenken, die man durch Flutung zur Anlegung von Teichen zur Fischzucht nutzte. Schließlich wurde im 18. Jahrhundert eine große Nachtweide geflutet – der Großteich entstand. Die Fischzucht schien damals für die Gutsherrschaft sehr einträglich gewesen zu sein. In der Groß-Mehßower Teichlandschaft hat der Großteich mit einer Fläche von über 8 ha die umfangreichste Ausdehnung, was ihm auch den Namen gab. Die anderen Teiche sind kleiner, so der Langteich, Mühlteich, Wurzelteich, Grünzelteich, Drehnaer-Teich, Hellerteich, Dorfteich, die Fischhälterteiche und jüngst angelegte kleine Bio-Tümpel.
So gibt es heute, außer den kleinen Fischhälterteichen und den neu angelegten Tümpeln, noch die folgenden Teiche in Groß-Mehßow mit einer gesamten Wasserfläche von 14,16 Hektar:
- Großteich (86 000 m²)
- Langteich (18 300 m²)
- Mühlteich (6 600 m²)
- Wurzelteich (5 100 m²)
- Grünzelteich (4 600 m²)
- Drehnaer-Teich (8 000 m²)
- Hällerteich (12 000 m²)
- Dorfteich (870 m²)

(Alle Flächenangaben der Teiche beziehen sich auf die reine Wasserfläche. Anhängende Schilf- und Sumpfgebiete, die natürlich mit dazu gehören, wurden nicht berücksichtigt. Deshalb müssen die hier gemachten Angaben sich nicht mit anderen Publikationen decken.)

### Klein-Mehßow
Von den einstmals 8 Teichen in Klein-Mehßow gibt es nur noch den nördlichen Mühlenteich (1 030 m²) und einen kleinen Dorfteich.

## Wasserläufe
Während die Mehßower Landschaft reich an Teichen ist (gesamte Wasserfläche: 66,66 ha), hat sie an Wasserläufen nur kleine Bäche aufzuweisen. Die bedeutenden sind die Schrake, die Rietzka und die Schuche. An der Rietzka entstand das Dorf Mehßow (heute Groß-Mehßow), die Schrake diente Schrackau und Tugam als Siedlungsstelle, an der Schuche gründete sich das Rittergut Mehßow (Gutsweiler, Klein-Mehßow) und schließlich entstanden am Radensdorfer Graben und am Crauper Graben einst die heutigen Dörfer Radensdorf und Craupe.

### Schrake
Die Schrake (aus dem Slawischen, Krebsfluss, Fluss mit Krebsen) war der wirtschaftlich bedeutendste Bach in der Mehßower Landschaft und darüber hinaus. In dem kleinen Dörfchen Babben, früher zur Standesherrschaft Drehna und heute zur Gemeinde Massen-Niederlausitz gehörend, entspringt die Schrake. Ein kleiner Bach, der bei seinem Weg durch die Mehßower Landschaft über Zuflüsse aus Entwässerungsarmen doch schließlich so viel Wasser führte, dass sich etliche Wasserräder durch seine Kraft in Bewegung setzten und 5 Mühlen antrieben, um Getreide zu mahlen, aus Ölsaaten Pflanzenöl zu pressen und schließlich die zum Bauen notwendigen Balken und Bretter zu sägen.
Das Quellgebiet der Schrake liegt unmittelbar in Babben. Hier sorgen mehrere Quellen dafür, dass ein kleiner Bach entsteht. Vermutlich war das der Grund, warum sich hier die ersten Siedler niederließen. Durch den Ursulagrund hindurch, einem reizvollen Fleckchen Erde mit Wiesen und abwechslungsreichem Waldbestand, schlängelt sich die Schrake bis zum ersten Dörfchen in der Mehßower Landschaft – Schrackau. Jedenfalls waren in Schrackau die Geländebedingungen schon so günstig, eine kleine Mühle betreiben zu können.
Von Schrackau geht es über Wiesen und Felder weiter nach Radensdorf. Den Ort selbst berührt die Schrake nicht, sie schwenkt immer mehr in Richtung Norden ein, erhält zusätzlich vom Radensdorfer Graben Wasser und erreichte schließlich Groß-Mehßow. Hier auf der Groß-Mehßower Feldmark wurde die nächste Mühle errichtet und Radensdorfer Mühle genannt. Man muss vermuten, dass diese Mühle von Anfang an für Radensdorf und Umgebung zuständig war. In der Neuzeit kam es zu Grenzbegradigungen und die Radensdorfer Mühle wurde Radensdorf zugeschlagen.
Von der Radensdorfer Mühle aus bahnt sich die Schrake über 1,2 km weiter ihren Weg in Richtung Norden, versorgte das alte Groß-Mehßower Vorwerk mit Wasser, erhält weiteren Zulauf aus der Rietzka aus den Teichen und erreicht schließlich die ehemalige Klein-Mühle. Sie war die für Groß-Mehßow zuständige Mühle. Über rund einen Kilometer Bachbett geht es dann weiter zur Groß-Mühle. Hier verlässt die Schrake Groß-Mehßow in Richtung Tugam und speist außerdem den Tugamer Brasenteich mit Wasser. Nach Schrackau ist Tugam der einzige Ort, durch den die Schrake unmittelbar hindurch fließt.
Bereits hinter Tugam erfolgte die Verlegung der Schrake in nordöstlicher Richtung als Folge des Braunkohletagebaus Schlabendorf-Süd. Während die Schrake in der Mehßower Landschaft einen Weg von 7,3 km zurück legt, beträgt ihre heutige gesamte Länge 11,3 km. Zwischen Mallenchen und Groß Jehser mündet sie in die Dobra. Vor 1980 ging ihr Lauf von Mallenchen nach Gliechow, Zinnitz, Tornow und Lichtenau, wo sie ebenfalls in die Dobra mündete.

### Schuche
Die Schuche, ein weiterer ehemaliger Mühl-Bach in der Mehßower Landschaft, hat ihre Quelle bei Gollmitz. Östlich von Radensdorf fließt sie auf fast geradem Weg in Richtung Norden nach Klein-Mehßow und dann weiter in Richtung Mallenchen. Hier mündet sie in die Schrake. Der kleine Bach ist insgesamt 7,7 km lang.

### Rietzka

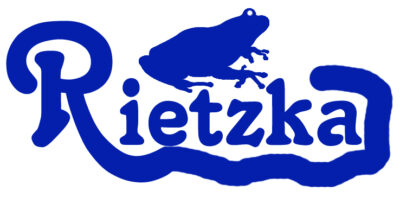

Die Rietzka (aus dem Slawischen, Flüsschen) entspringt in der westlichen Groß-Mehßower Teichlandschaft, im Tannenbusch. Die etwa ersten 600 m ihres Verlaufs sind heute nicht mehr sichtbar, weil sie seit 300 Jahren mit den Teichen überflutet ist. Lediglich der Rietzka-Nordarm existiert noch, der am Abfluss des Großteiches sich mit dem Hauptarm (Großteich-Ablauf) vereinigt. Der weitere Verlauf geht dann durch das Dorf Groß-Mehßow. Hier erhält die Rietzka weiteren Zulauf aus dem Schloßgraben. Dem früheren Gutshaus diente sie als allseitig umgebender Wassergraben (kleine Wasserburg). Durch Wiesen hindurch, früher allmählich sumpfiger werdend, mündet sie schließlich in die Schrake.
Die Rietzka diente zuerst einer spätslawischen Kleinsiedlung (etwa 11. Jahrhundert) auf dem Groß-Mehßower Groschkenberg als Lebensquelle. Die Slawen gaben dem Bach auch seinen Namen. An dem weniger sumpfigen Nordufer der Rietzka entstand im 13. Jahrhundert das heutige Dorf Groß-Mehßow.

### Naturschutzgebiet Tannenbusch und Teichlandschaft Groß-Mehßow
Eine Besonderheit in der Mehßower Landschaft stellt das Naturschutzgebiet Tannenbusch und Teichlandschaft Groß-Mehßow dar. Es handelt sich um ein Waldgebiet und einem angrenzenden Teich-Ensemble in der Mehßower Hochebene.

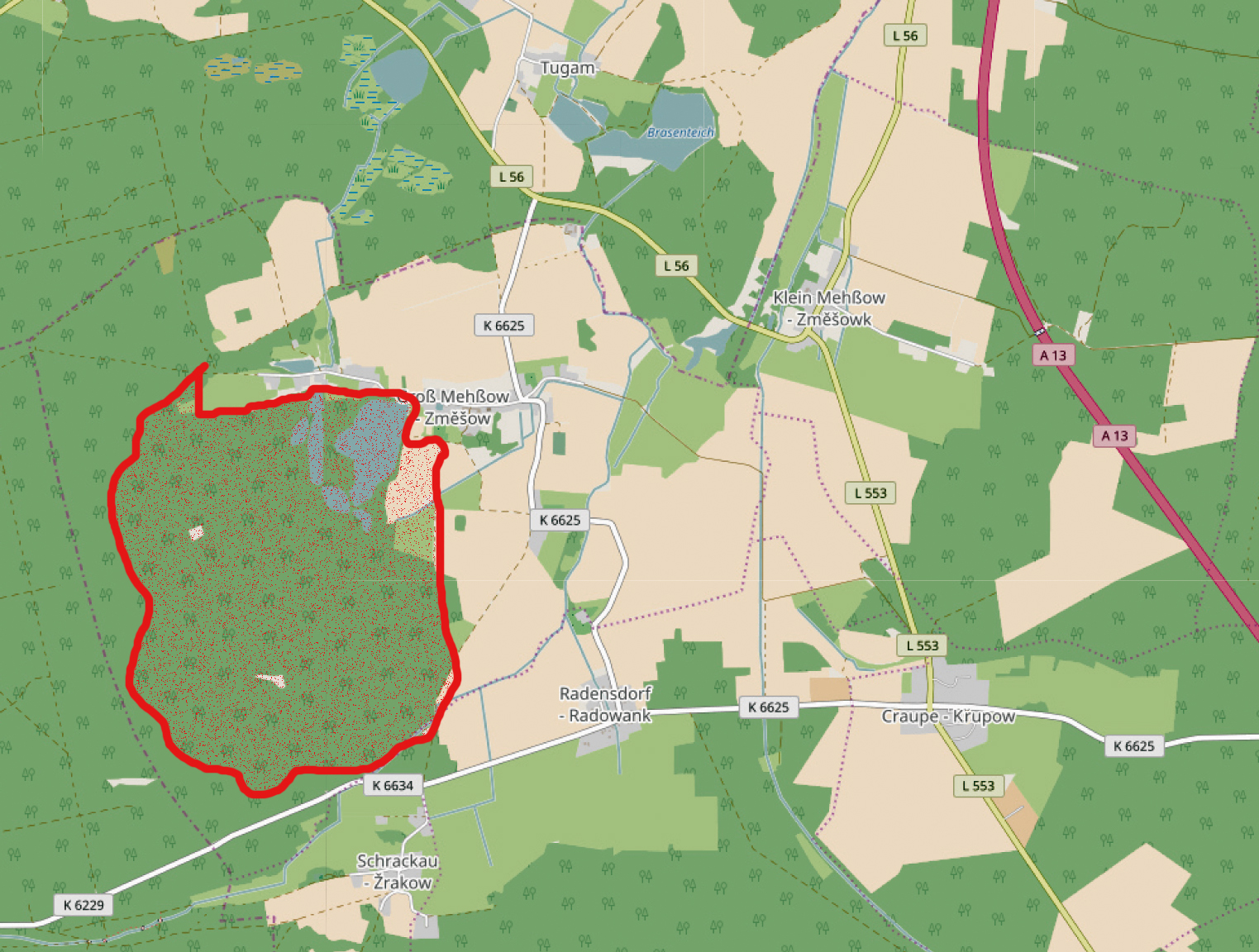
Naturschutzgebiet Tannenbusch und Teichlandschaft Groß-Mehßow. Kartengrundlage: OpenStreetMap.

Als Hinterlassenschaft des Kupferwasserwerkes im westlichen Groß-Mehßow des 16./17. Jahrhunderts entstanden Bodensenken, die man durch Flutung zur Anlegung von Teichen zur Fischzucht nutzte. Schließlich wurde im 18. Jahrhundert eine große Nachtweide geflutet – der große Teich (Großteich) entstand. Die Fischzucht schien damals für die Gutsherrschaft sehr einträglich gewesen zu sein und dazu passten auch die günstigen Geländebedingungen mit einer riesigen Tonschicht im Erdreich, die das Wasser hält und nicht versickern lässt. Zahlreiche Quellen taten ihr übriges.
Bis zur Auflösung der Gutsherrschaft im Jahre 1945 wurden die Teichanlagen nicht nur bewirtschaftet, sondern auch gepflegt. Das sah bei den neuen Besitzern in der DDR anders aus. Man lebte von der Substanz, betrieb intensive Fischzucht und das Umfeld verluderte. Über letzteres freute sich die Natur. Sie konnte sich ungestört entfalten – die heute typische Groß-Mehßower Teichlandschaft mit 13,26 ha Wasserfläche entstand. Im Naturschutzgebiet liegen folgende Teiche:
1. Großteich (86 000 m²),
2. Langteich (18 300 m²),
3. Hellerteich (12 000 m²),
4. Mühlteich (6 600 m²),
5. Wurzelteich (5 100 m²),
6. Grünzelteich (4 600 m²).

Aber es gibt noch etwas, den Tannenbusch. Allerdings findet man gar keine Tannen, es ist lediglich eine volkstümliche Bezeichnung für die einheimische Lausitzer Tieflandsfichte. Sie kommt hier und an wenigen weiteren Stellen im Naturpark Niederlausitzer Landrücken ganz natürlich vor, wurde also nicht angepflanzt. So gibt es auch für Fichtenwälder charakteristische Vogelarten: Fichtenkreuzschnabel, Gimpel, Erlenzeisig und zwei Goldhähnchen-Arten. Die Lausitzer Tieflandsfichte findet hier in der Mehßower Landschaft günstige Standortbedingungen vor, und, um sie zu schützen und ihre Fortpflanzung zu gewährleisten, haben bereits die DDR-Behörden 1961 ein 50 Hektar großes Areal unter Naturschutz gestellt.

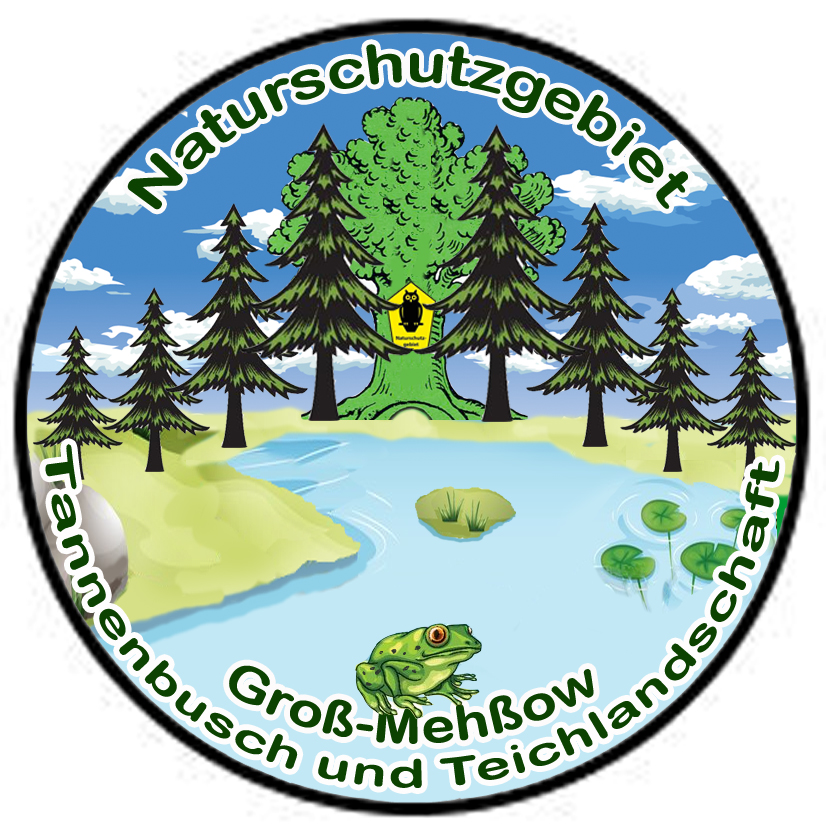
Logo Naturschutzgebiet Tannenbusch und Teichlandschaft Groß Mehßow.

1996 wurde das Naturschutzgebiet auf 203 Hektar erweitert. Damit erreichte man einen umfassenden Gebietsschutz, der neben der Pfeifengras-Fichten-Kiefer-Waldvegetation nun auch die gesamte Teichlandschaft, Wiesen und feucht moorige Standorte mit einbezieht. Das Naturschutzgebiet Tannenbusch und Teichlandschaft Groß-Mehßow gilt als Bestandteil des europäischen ökologischen Netzes Natura 2000 und genießt einen europäischen Schutzstatus.
Das Naturschutzgebiet befindet sich im Endmoränenzug des Niederlausitzer Landrückens (Lausitzer Grenzwall) und ist ein Bestandteil des gleichnamigen Naturparks. Die vielfältige und ruhige Landschaft bietet den störungsempfindlichen und bedrohten Tierarten ideale Lebens- und Entwicklungsräume. Dazu zählen, Kranich, Fischotter, Seeadler, Waldeidechse, Glatt- und Ringelnatter, Berg- und Kammmolch, Laubfrosch, Rotbauchunke, Libellen, außerdem Pflanzenarten, wie Rundblättriger Sonnentau, Königs- und Rippenfarn, Sumpf-Porst, Glockenheide, verschiedene Torfmoose usw.
Außer am Wurzelteich, wird in allen Teichen eine extensive Fischwirtschaft betrieben. Acht Kleingewässer, Tümpel mit jeweils 300 – 400 Quadratmetern, wurden zusätzlich angelegt, in denen sich eine Artenvielfalt entwickelt hat. Auch in der reizvollen Teichlandschaft gibt es eine Besonderheit. Am Gewässergrund sind zahlreiche Großmuscheln zu finden. Sie sind Grundlage für das Vorkommen des Bitterling. Dieser Fisch überlässt seine Brut dem Schutz der Muscheln und sorgt seinerseits für die Verbreitung der Schalentiere.
Die Teiche bilden mit kleinen Moorbereichen, Bruchwäldern, Quellen und unverbauten Bachabschnitten ein abwechslungsreiches Lebensraummosaik, in dem Wasservögel, Amphibien und mit etwas Glück auch der Fischotter beobachtet werden können.

## Landwirtschaft

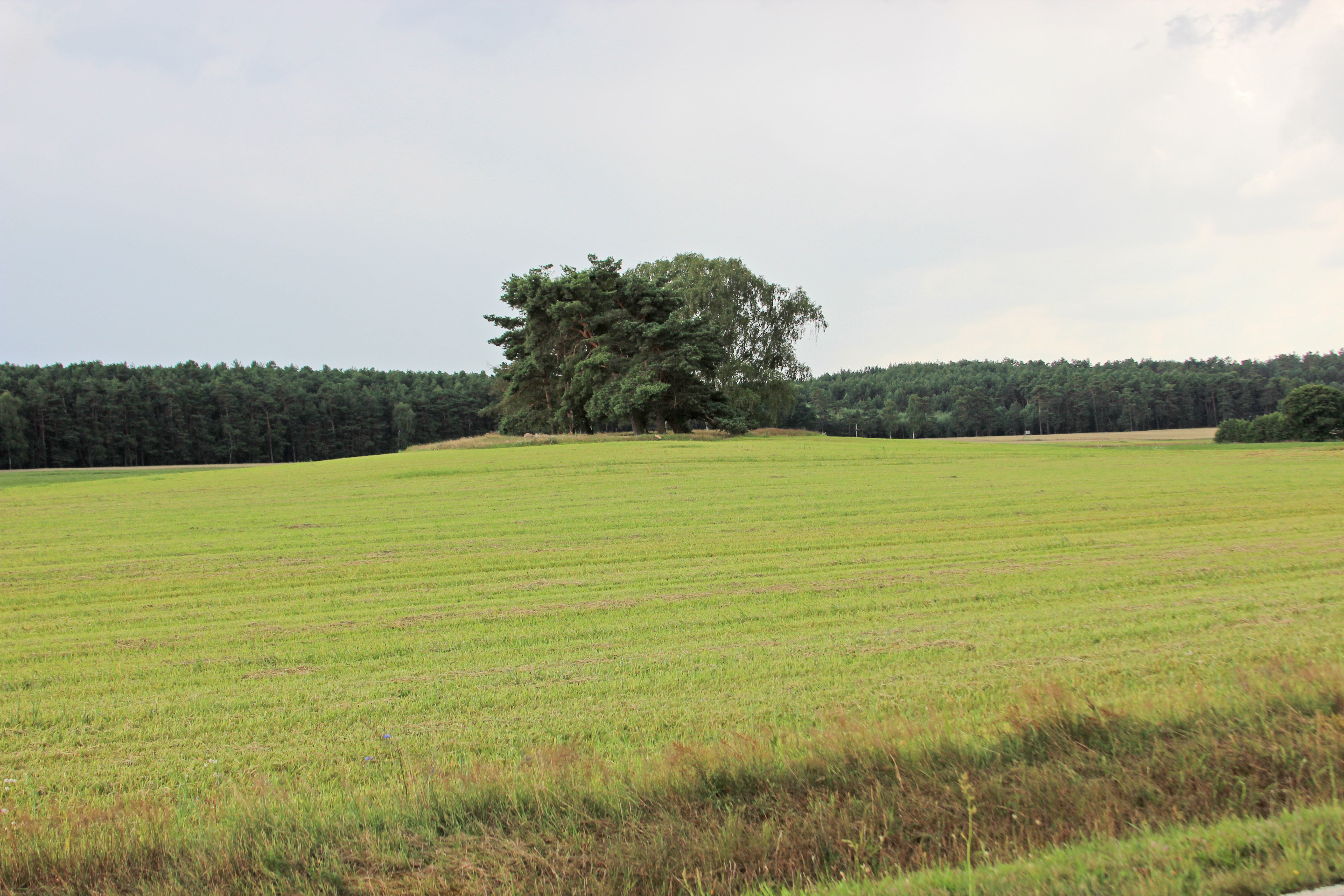
Eine Sandinsel in Radensdorf (Calau).

Aus landwirtschaftlicher Sicht zeichnet sich die Mehßower Landschaft, in der ehemaligen Endmoräne der Eiszeit gelegen, durch nicht besonders günstige Bodenverhältnisse aus und ist in früher Zeit als wiederholt siedlungsabweisend anzusehen. Die durchschnittliche Ackerzahl beträgt 35, in der Skala von 1 (sehr schlecht) bis 100 (sehr gut). Es handelt sich teils um lehmige (tonige) Sandböden mit Anteilen von Sand- und teillehmigen Sandböden.
Die Niederungen waren quellreich, feucht und sumpfig und in nassen Jahren landwirtschaftlich nicht nutzbar. Besonders die Mehßower Niederung, das ist das Bachbett der Schrake und Schuche, das sich als schmaler Gürtel von Süd nach Nord durch die Mehßower Landschaft zieht, war in frühen Jahrhunderten zum Teil ein Moor- und Sumpfgebiet. Auch heute gibt es noch teils sehr nasse Stellen.

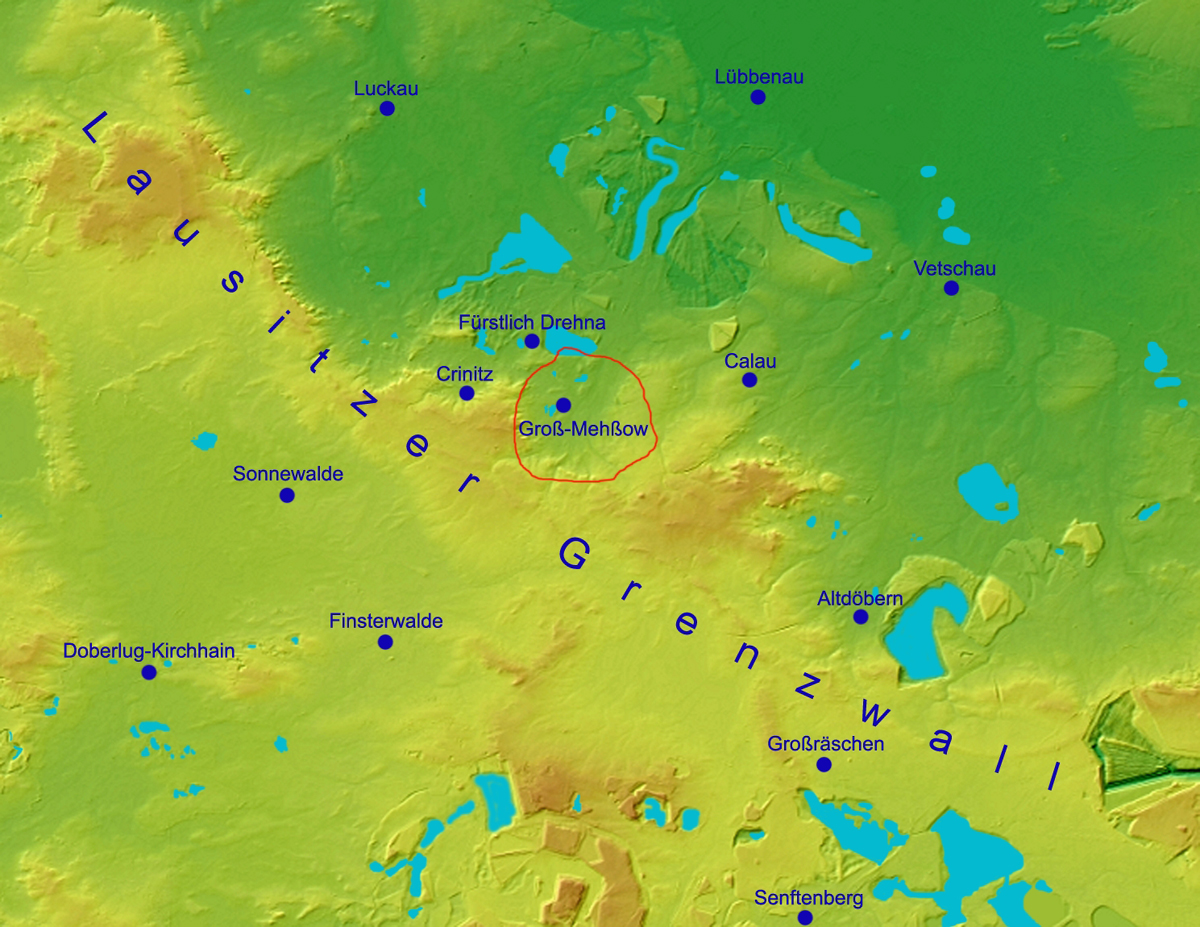
Die Mehßower Landschaft (rote Grenzlinie) am Lausitzer Grenzwall, physische Karte.

Die Höhenlagen hingegen weisen größtenteils trockenen, armen Sandboden auf (Karnickelsand) und sind wenig fruchtbar, in niederschlagsarmen Zeiten deshalb sehr trocken.
Nur an wenigen Stellen tritt einigermaßen ton/lehmhaltiger, dem Ackerbau freundlicher Boden auf. Die Mutterbodenschicht beträgt manchmal nur wenige Zentimeter. Sandinseln ragen als Erhöhungen aus den Ackerfluren heraus, auf denen meist nur Kiefern wachsen.